# Thismia tentaculata
Thismia tentaculata là một loài thực vật có hoa trong họ Burmanniaceae. Loài này được K.Larsen & Aver. mô tả khoa học đầu tiên năm 2007.